# Декларација о правима човека и грађанина
Декларација права човека и грађанина (фр. La Déclaration des droits de l'homme et du citoyen) је један од најосновнијих докумената Француске револуције, који одређује појединачна права (и колективна права народа према држави). Усвојен је од стране Уставотворне скупштине (Assemblée Nationale Constituante) 26. августа 1789. као први корак ка доношењу устава. принципи успостављени у Декларацији су уставне вредности и могу се користити за побијање законских прописа и владиних активности.
Слично америчкој Декларацији независности, тежи да буде универзалног карактера. Она не даје само низ основних права француским грађанима већ их и приписује свим људима без изузетка: Члан 1: Људи се рађају и живе слободно и једнаки у правима. Друштвене разлике могу постојати само као опште вредности.
Нацрт декларације су припремили Жозеф Сијес и Маркиз де Лафајет, у консултацији са Томасом Џеферсоном. Под утицајем доктрине „природног права”, права човека се сматрају универзалним: да важе у сваком тренутку и на сваком месту, да се односе на саму људску природу. Она је постала основа за нацију слободних појединаца које је закон штитио подједнако. Она је укључена у почетак устава и Четврте Француске Републике (1946) и Пете републике (1958) и још увек је актуелна. Инспирисана филозофима просветитељства, декларација је била основна изјава о вредностима Француске револуције и имала је велики утицај на развој слободе и демократије у Европи и свету.
Декларација из 1789. године, заједно са Магна картом из 1215, Енглеским законом о правима (1689), Декларацијом независности САД (1776), и Повељом о правима (САД) (1789), инспирисала је у знатној мери Универзалну декларацију о људским правима Уједињених нација из 1948. године.

## Усвајање Декларације
У време када је сачињен нацрт Декларације Маркиза де Лафајеа и када је усвојена од стране Уставотворне скупштине, сматрала се начином преласка са апсолутне на уставну монархију. Многи принципи сложени у декларацији су били непосредно супротстављени институцијама и пракси режима пререволуционарне Француске. Коначно, Француска је постала република, али је овај документ остао основни.
Принципи декларације се заснивају на начелима просветитељства као што су индивидуализам, друштвени уговор Жан-Жака Русоа, начело поделе власти барона Монтескјеа. Такође се заснива на америчкој Декларацији независности и Декларацији права Вирџиније, који пак почивају на енглеском Закону о правима од 1689. године.

## Садржина Декларације
Садржина представља језгро мање више коренитог престројавања друштва. Пуних шест седмица након пада Бастиље и скоро три седмице после укидања феудализма, Декларација је поставила доктрину народног суверенитета и једнаких могућности:
Члан 3: "Начела сваког суверенитета налазе се једино у Народу. Нико, ниједна особа не може вршити ауторитет који не проистиче из Народа."
Ово је у супротности са пререволуционарним временом, у којем се политичка доктрина монархије темељила на божанском праву краља.
Из Члана 4: "Сви грађани су једнаки у очима закона, имају исти приступ јавним положајима, местима и служби, у складу са њиховим могућностима, без обзира на разлике сем у врлинама и надарености."
Опет, ово је противуречило пререволуционарној подели друштва на сталеже - свештенички, племићки и трећи сталеж - где су прва два имали посебна права. Било је у супротности са идејом да се људи рађају као племићи или у оквиру других слојева, те да на основу тога уживају посебна права.
Свим грађанима се гарантују права на слободу, својину, безбедност и на отпор тлачењу. Декларација просуђује да потреба за правом почива на следећем: употреба права сваког човека се ограничава онда када су други чланови друштва онемогућени да уживају иста права. Зато, декларација види право као израз опште воље, тежи да промовише једнакост у правима и да забрани сва деловања погубна за друштво.
У декларацији се расправља о потреби обезбеђивања опште одбране и неких основних државних принципа око пореза, нарочито око једнакости у плаћању пореза. Такође се одређује опште право на рачун од стране јавних агената како не би изневерили јавно мњење. Обезбеђена је ex post facto молба у кривичном праву и принципи попут претпоставке невиности, слободе говора и штампе, као и слабашна гаранција слободе вероисповести - предвиђа се да исповедање вере неће реметити јавни ред успостављен законом. Изјављује се слобода својине, док је јавно право на опште добро резервисано:
Члан 17: "Својина је неповредиво и свето право, нико не може бити лишен приватне употребе, сем када је то јавна потреба забележена у закону, и под условом садашње и пређашње одштете."

## Данашњи утицај
Према преамбули Устава Француске Пете Републике (од 4. октобра 1958), принципи у Декларацији имају уставну вредност. Многи закони и прописи су обустављени јер нису били усаглашени са Уставним већем Француске или Conseil d'État (Државни савет).
Многа начела из Декларације од 1789. године имају далекосежни садржај:
- Порески закони или пракса која прави неовлашћене разлике међу грађанима је неуставна.
- Предлози о позитивној дискриминацији на етничким основама се одбијају јер крше одредбу о равноправности, будући да би успоставили слојеве становништва који би по рођењу уживали већа права.
- Власт је забранила законске препреке на образовање асоцијација (непрофитних организација), јер је слобода окупљања основно право.